# Eryngium davisii
Eryngium davisii là một loài thực vật có hoa trong họ Hoa tán. Loài này được Kit Tan & Yildiz mô tả khoa học đầu tiên năm 1988.